# Parallaxis ornata
Parallaxis ornata är en insektsart som beskrevs av Henry Fairfield Osborn 1928. Parallaxis ornata ingår i släktet Parallaxis och familjen dvärgstritar.
Artens utbredningsområde är Colombia. Inga underarter finns listade i Catalogue of Life.